# ゲイメセン
ゲイメセン (Gay Mecene) はアメリカ合衆国で生産された競走馬および種牡馬である。甥に種牡馬のフォティテン、姉の孫にエーピーインディがいる。競走馬時代の主戦騎手はフレディ・ヘッドが務めた。

## 経歴

### 競走馬時代
3歳時の1978年は、ウージェーヌアダム賞 (G2) とニエル賞 (G3) を制して凱旋門賞に挑んだがアレッジドに敗れて8着だった。
4歳時の1979年は、コロネーションカップでは3着だったが、サンクルー大賞を制してG1競走初勝利を挙げた。しかしキングジョージ6世&クイーンエリザベスダイヤモンドステークスではトロイに敗れて2着だった。

### 種牡馬時代
1980年からフランスで種牡馬入りし、1988年からは日本で供用された。そして1998年12月24日に死亡した。
後継種牡馬としての産駒には、後に同じく日本に輸入されたロングミックや内国産馬のカネハボマイなどがいる。

## おもな産駒
- Long Mick / ロングミック（1981年生、種牡馬）
- Noblequest / ノーブルクエスト（1982年生、ラ・サラマンドル賞、種牡馬）
- Balbonella / バルボネラ（1984年生、ロベールパパン賞）
- カネハボマイ（1988年生、種牡馬）
- ミラーズボーイ（1989年生、種牡馬）

ブルードメアサイアーとしてのおもな産駒は以下のとおり。
- Anabaa / アナバー（1992年生、ジュライカップ、モーリス・ド・ゲスト賞、種牡馬）
- メジロパーマー（母メジロファンタジー）

## 血統表
| ゲイメセンの血統           | ゲイメセンの血統                                                                  | ゲイメセンの血統                                                                  | （血統表の出典）                                                                  | （血統表の出典） |
| 父系                       | オリオール系                                                                      | オリオール系                                                                      | オリオール系                                                                      | [ § 2 ]          |
| 父 Vaguely Noble 1965 鹿毛 | 父の父*ヴィエナ 1957 栗毛                                                         | Aureole                                                                           | Hyperion                                                                          | Hyperion         |
| 父 Vaguely Noble 1965 鹿毛 | 父の父*ヴィエナ 1957 栗毛                                                         | Aureole                                                                           | Angelola                                                                          |                  |
| 父 Vaguely Noble 1965 鹿毛 | 父の父*ヴィエナ 1957 栗毛                                                         | Turkish Blood                                                                     | Turkhan                                                                           | Turkhan          |
| 父 Vaguely Noble 1965 鹿毛 | 父の父*ヴィエナ 1957 栗毛                                                         | Turkish Blood                                                                     | Rusk                                                                              |                  |
| 父 Vaguely Noble 1965 鹿毛 | 父の母Noble Lassie 1956 鹿毛                                                      | Nearco                                                                            | Pharos                                                                            | Pharos           |
| 父 Vaguely Noble 1965 鹿毛 | 父の母Noble Lassie 1956 鹿毛                                                      | Nearco                                                                            | Nogara                                                                            |                  |
| 父 Vaguely Noble 1965 鹿毛 | 父の母Noble Lassie 1956 鹿毛                                                      | Belle Sauvage                                                                     | Big Game                                                                          | Big Game         |
| 父 Vaguely Noble 1965 鹿毛 | 父の母Noble Lassie 1956 鹿毛                                                      | Belle Sauvage                                                                     | Tropical Sun                                                                      |                  |
| 母 Gay Missile 1967 鹿毛   | 母の父Sir Gaylord 1959 鹿毛                                                       | Turn-to                                                                           | Royal Charger                                                                     | Royal Charger    |
| 母 Gay Missile 1967 鹿毛   | 母の父Sir Gaylord 1959 鹿毛                                                       | Turn-to                                                                           | Source Sucree                                                                     |                  |
| 母 Gay Missile 1967 鹿毛   | 母の父Sir Gaylord 1959 鹿毛                                                       | Somethingroyal                                                                    | Princequillo                                                                      | Princequillo     |
| 母 Gay Missile 1967 鹿毛   | 母の父Sir Gaylord 1959 鹿毛                                                       | Somethingroyal                                                                    | Imperatrice                                                                       |                  |
| 母 Gay Missile 1967 鹿毛   | 母の母Missy Baba 1958 鹿毛                                                        | My Babu                                                                           | Djebel                                                                            | Djebel           |
| 母 Gay Missile 1967 鹿毛   | 母の母Missy Baba 1958 鹿毛                                                        | My Babu                                                                           | Perfume                                                                           |                  |
| 母 Gay Missile 1967 鹿毛   | 母の母Missy Baba 1958 鹿毛                                                        | Uvira                                                                             | Umidwar                                                                           | Umidwar          |
| 母 Gay Missile 1967 鹿毛   | 母の母Missy Baba 1958 鹿毛                                                        | Uvira                                                                             | Lady Lawless                                                                      |                  |
| 母系(F-No.)                | (FN:3-l)                                                                          | (FN:3-l)                                                                          | (FN:3-l)                                                                          | [ § 3 ]          |
| 5代内の近親交配            | Nearco 3×5、Hyperion 4･5（父系内）、Bahram 5･5（父系内）、Lavendula 5･5（母系内） | Nearco 3×5、Hyperion 4･5（父系内）、Bahram 5･5（父系内）、Lavendula 5･5（母系内） | Nearco 3×5、Hyperion 4･5（父系内）、Bahram 5･5（父系内）、Lavendula 5･5（母系内） | [ § 4 ]          |
| 出典                       | 1. 2. 3. 4.                                                                       | 1. 2. 3. 4.                                                                       | 1. 2. 3. 4.                                                                       | 1. 2. 3. 4.      |